# Anderson Marquínez
Anderson Marquinez (ur. 6 stycznia 2001) – ekwadorski lekkoatleta, sprinter, medalista mistrzostw Ameryki Południowej.

## Przebieg kariery
W 2018 brał udział w lekkoatletycznych mistrzostwach Ameryki Południowej w Cuenca. W zawodach kategorii juniorów młodszych wywalczył srebrny medal w sztafecie 4 × 100 m, natomiast w zawodach kategorii wiekowej U-23 zdobył brązowy medal w sztafecie 4 × 100 m. W 2019 zadebiutował w mistrzostwach Ameryki Południowej seniorów, ale nie osiągał na nich sukcesów. W Cali zdobył cztery medale juniorskich mistrzostw Ameryki Południowej – srebrny w biegu na 200 m oraz brązowy w biegu na 100 m, sztafecie 4 × 100 m i sztafecie 4 × 400 m.
W 2021 roku zaś uczestniczył w World Athletics Relays, gdzie drużyna z jego udziałem zajęła 4. pozycję w sztafecie 4 × 200 m i wynikiem 1:24,89 ustanowiła nowy rekord kraju. Zdobył dwa brązowe medale mistrzostw Ameryki Południowej w Guayaquil, w konkurencji biegu na 200 m oraz biegu sztafetowego 4 × 400 m. Rok później przystąpił razem z kolegami z kadry do zawodów w konkurencji biegu sztafetowego 4 × 400 m rozgrywanych na halowych mistrzostw globu w Belgradzie, jednak sztafeta ekwadorska została zdyskwalifikowana w fazie eliminacji.

## Osiągnięcia
| Rok     | Zawody                                      | Miasto    | Miejsce | Konkurencja        | Wynik   |
| ------- | ------------------------------------------- | --------- | ------- | ------------------ | ------- |
| 2018    | Młodzieżowe mistrzostwa Ameryki Południowej | Cuenca    | 4. H    | bieg na 100 m      | 11,06   |
| 2018    | Młodzieżowe mistrzostwa Ameryki Południowej | Cuenca    | 3.      | sztafeta 4 × 100 m | 41,09   |
| 2018    | Młodzieżowe mistrzostwa Ameryki Południowej | Cuenca    | 6. H    | bieg na 200 m      | 22,32   |
| 2019    | Mistrzostwa Ameryki Południowej             | Lima      | 8. H    | bieg na 100 m      | 10,99   |
| 2019    | Mistrzostwa Ameryki Południowej             | Lima      | 5. H    | bieg na 200 m      | 21,75   |
| 2019    | Mistrzostwa Ameryki Południowej             | Lima      | 6.      | sztafeta 4 × 100 m | 41,14   |
| 2019    | Mistrzostwa Ameryki Południowej juniorów    | Cali      | 3.      | bieg na 100 m      | 10,53   |
| 2019    | Mistrzostwa Ameryki Południowej juniorów    | Cali      | 3.      | sztafeta 4 × 100 m | 41,09   |
| 2019    | Mistrzostwa Ameryki Południowej juniorów    | Cali      | 2.      | bieg na 200 m      | 21,04   |
| 2019    | Mistrzostwa Ameryki Południowej juniorów    | Cali      | 3.      | sztafeta 4 × 400 m | 3:18,76 |
| 2019    | Mistrzostwa panamerykańskie juniorów        | San José  | 4. H    | bieg na 100 m      | 10,63   |
| 2019    | Mistrzostwa panamerykańskie juniorów        | San José  | 2. H    | bieg na 200 m      | 21,31   |
| 2019    | Mistrzostwa panamerykańskie juniorów        | San José  | 5.      | sztafeta 4 × 100 m | 40,75   |
| 2019    | Mistrzostwa panamerykańskie juniorów        | San José  | 6.      | sztafeta 4 × 400 m | 3:13,47 |
| 2021    | World Athletics Relays                      | Chorzów   | 4.      | sztafeta 4 × 200 m | 1:24,89 |
| 2021    | Mistrzostwa Ameryki Południowej             | Guayaquil | 6. H    | bieg na 100 m      | 10,60   |
| 2021    | Mistrzostwa Ameryki Południowej             | Guayaquil | 3.      | bieg na 200 m      | 20,63   |
| 2021    | Mistrzostwa Ameryki Południowej             | Guayaquil | 4.      | sztafeta 4 × 100 m | 40,78   |
| 2021    | Mistrzostwa Ameryki Południowej             | Guayaquil | 3.      | sztafeta 4 × 400 m | 3:13,74 |
| 2021    | Młodzieżowe mistrzostwa Ameryki Południowej | Guayaquil | 3.      | bieg na 100 m      | 10,46   |
| 2021    | Młodzieżowe mistrzostwa Ameryki Południowej | Guayaquil | 1.      | bieg na 200 m      | 20,52   |
| 2021    | Młodzieżowe mistrzostwa Ameryki Południowej | Guayaquil | 2.      | sztafeta 4 × 100 m | 40,41   |
| 2021    | Igrzyska panamerykańskie juniorów           | Cali      | 6.      | bieg na 100 m      | 10,62   |
| 2021    | Igrzyska panamerykańskie juniorów           | Cali      | 1.      | bieg na 200 m      | 20,51   |
| 2021    | Igrzyska panamerykańskie juniorów           | Cali      | 2.      | sztafeta 4 × 100 m | 40,02   |
| 2021    | Igrzyska panamerykańskie juniorów           | Cali      | 1.      | sztafeta 4 × 400 m | 3:08,02 |
| 2022    | Halowe mistrzostwa świata                   | Belgrad   | DSQ H   | sztafeta 4 × 400 m | N/A     |
| 2022    | Młodzieżowe mistrzostwa Ameryki Południowej | Cascavel  | 8.      | bieg na 100 m      | 10,69   |
| 2022    | Młodzieżowe mistrzostwa Ameryki Południowej | Cascavel  | 3.      | bieg na 200 m      | 20,88   |
| 2022    | Młodzieżowe mistrzostwa Ameryki Południowej | Cascavel  | 4.      | sztafeta 4 × 100 m | 40,53   |
| 2022    | Młodzieżowe mistrzostwa Ameryki Południowej | Cascavel  | 3.      | sztafeta 4 × 400 m | 3:09,51 |
| 2022    | Igrzyska Ameryki Południowej                | Asunción  | 2.      | bieg na 200 m      | 20,95   |
| 2022    | Igrzyska Ameryki Południowej                | Asunción  | 4.      | sztafeta 4 × 100 m | 40,98   |
| 2022    | Igrzyska Ameryki Południowej                | Asunción  | 5.      | sztafeta 4 × 400 m | 3:17,27 |
| 2023    | Mistrzostwa Ameryki Południowej             | São Paulo | 5. H    | bieg na 200 m      | 21,17   |
| 2023    | Mistrzostwa Ameryki Południowej             | São Paulo | 5.      | sztafeta 4 × 100 m | 40,85   |
| 2023    | Igrzyska panamerykańskie                    | Santiago  | DSQ H   | bieg na 200 m      | N/A     |
| 2023    | Igrzyska panamerykańskie                    | Santiago  | 6.      | sztafeta 4 × 400 m | 3:09,33 |
| 2024    | Mistrzostwa ibero-amerykańskie              | Cuiabá    | 7.      | bieg na 200 m      | 20,95   |
| 2024    | Mistrzostwa ibero-amerykańskie              | Cuiabá    | 7.      | bieg na 400 m      | 46,83   |
| 2024    | Mistrzostwa ibero-amerykańskie              | Cuiabá    | 3.      | sztafeta 4 × 400 m | 3:08,47 |
| Źródło: |                                             |           |         |                    |         |

## Rekordy życiowe
(stan na 15 maja 2024)
- bieg na 100 m – 10,45 (31 lipca 2021, Quito)
- bieg na 200 m – 20,51 (3 grudnia 2021, Cali)
- bieg na 400 m – 46,38 (6 kwietnia 2024, Quito)
- sztafeta 4 × 100 m – 40,02 (2 grudnia 2021, Cali)
- sztafeta 4 × 200 m – 1:24,89 (2 maja 2021, Chorzów)
- sztafeta 4 × 400 m – 3:08,02 (3 grudnia 2021, Cali)

Źródło: 